# Liste der Biografien/Hofs
Liste der Biografien |
Portal Biografien |
Personensuche
# |
A |
B |
C |
D |
E |
F |
G |
H |
I |
J |
K |
L |
M |
N |
O |
P |
Q |
R |
S |
T |
U |
V |
W |
X |
Y |
Z |
?
 
Ha |
Hd |
He |
Hi |
Hj |
Hk |
Hl |
Hm |
Hn |
Ho |
Hr |
Hs |
Ht |
Hu |
Hv |
Hw |
Hy
 
Hoa |
Hob |
Hoc |
Hod |
Hoe |
Hof |
Hog–Hok |
Hol |
Hom |
Hon |
Hoo |
Hop |
Hoq |
Hor |
Hos |
Hot |
Hou |
Hov |
How |
Hox |
Hoy |
Hoz
 
Hofa |
Hofb |
Hofd |
Hofe |
Hoff |
Hofg |
Hofh |
Hofi |
Hofk |
Hofl |
Hofm |
Hofn |
Hofp |
Hofr |
Hofs |
Hoft |
Hofv |
Hofw |
Hofz
Die Liste der Biografien führt alle Personen auf, die in der deutschsprachigen Wikipedia einen Artikel haben. Dieses ist eine Teilliste mit 89 Einträgen von Personen, deren Namen mit den Buchstaben „Hofs“ beginnt.

## Hofs
- Höfs, Astrid (* 1948), deutsche Politikerin (SPD), MdL
- Hofs, Bennie (1946–2017), niederländischer Fußballspieler
- Höfs, Else (1876–1945), deutsche Politikerin (SPD) und Reichstagsabgeordnete
- Höfs, Georg Wolfgang (1913–1991), deutscher Hautarzt
- Höfs, Matthias (* 1965), deutscher Trompeter und Hochschullehrer
- Hofs, Nicky (* 1983), niederländischer Fußballspieler
- Höfs, Ulrich (* 1946), deutscher Künstler, Grafik-Designer und Plakatkünstler

### Hofsa
- Hofsäss, Klaus (* 1948), deutscher Tennistrainer

### Hofsc
- Hofschen, Edgar (1941–2016), deutscher Maler
- Hofschen, Heinz-Gerd (1949–2019), deutscher Historiker und Autor
- Hofschneider, André (* 1970), deutscher Fußballspieler und -trainerAndré Hofschneider (* 1970)

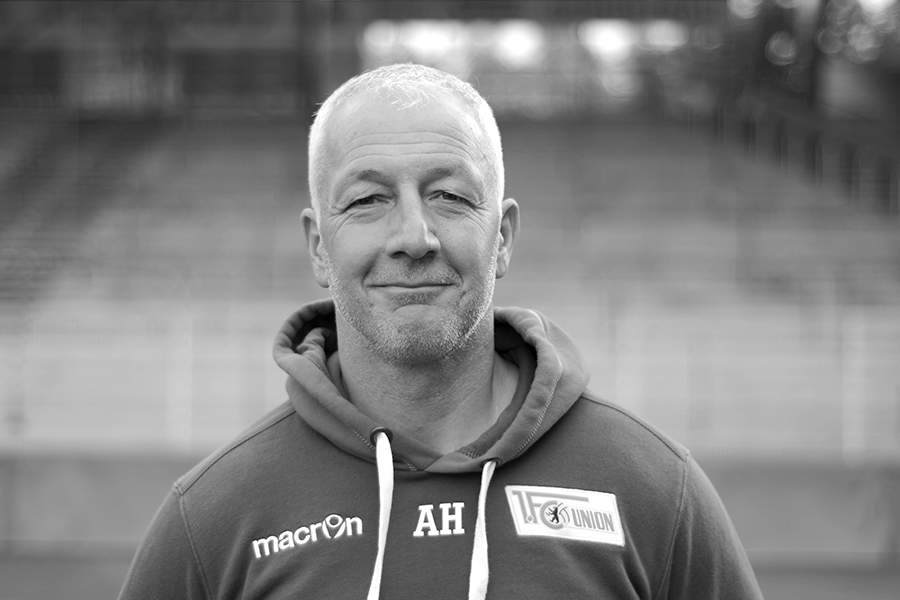
André Hofschneider (* 1970)

- Hofschneider, Marco (* 1969), deutscher Schauspieler
- Hofschneider, Peter Hans (1929–2004), deutscher Molekularbiologe
- Hofschneider, René (* 1960), deutscher Schauspieler und Synchronsprecher

### Hofse
- Hofsess, Jakob († 1575), Vogt des Klosters Murrhardt
- Hofsess, Otto Leonhard (1533–1607), katholischer Priester, Benediktiner und Abt des Klosters Murrhardt
- Hofseth, Bendik (* 1962), norwegischer Jazz-Saxophonist und Komponist

### Hofsi
- Hofsiss, Jack (1950–2016), US-amerikanischer Film- und Theaterregisseur

### Hofso
- Hofsommer, Heiner (1945–2018), deutscher Politiker (CDU), MdL
- Hofsommer, Max (1912–1979), deutscher Fußballspieler

### Hofst
- Hofstad, Tore Ruud (* 1979), norwegischer Skilangläufer
- Hofstadler, Hans (1903–1958), deutscher Politiker (SPD), MdBB
- Hofstadt, Hans-Hermann (* 1940), deutscher Architekt, Szenograf und Hochschullehrer
- Hofstadt, Karl-Helge (1900–1975), deutscher Schauspieler
- Hofstadter, Douglas R. (* 1945), US-amerikanischer Physiker, Informatiker und KognitionswissenschaftlerDouglas R. Hofstadter (* 1945)

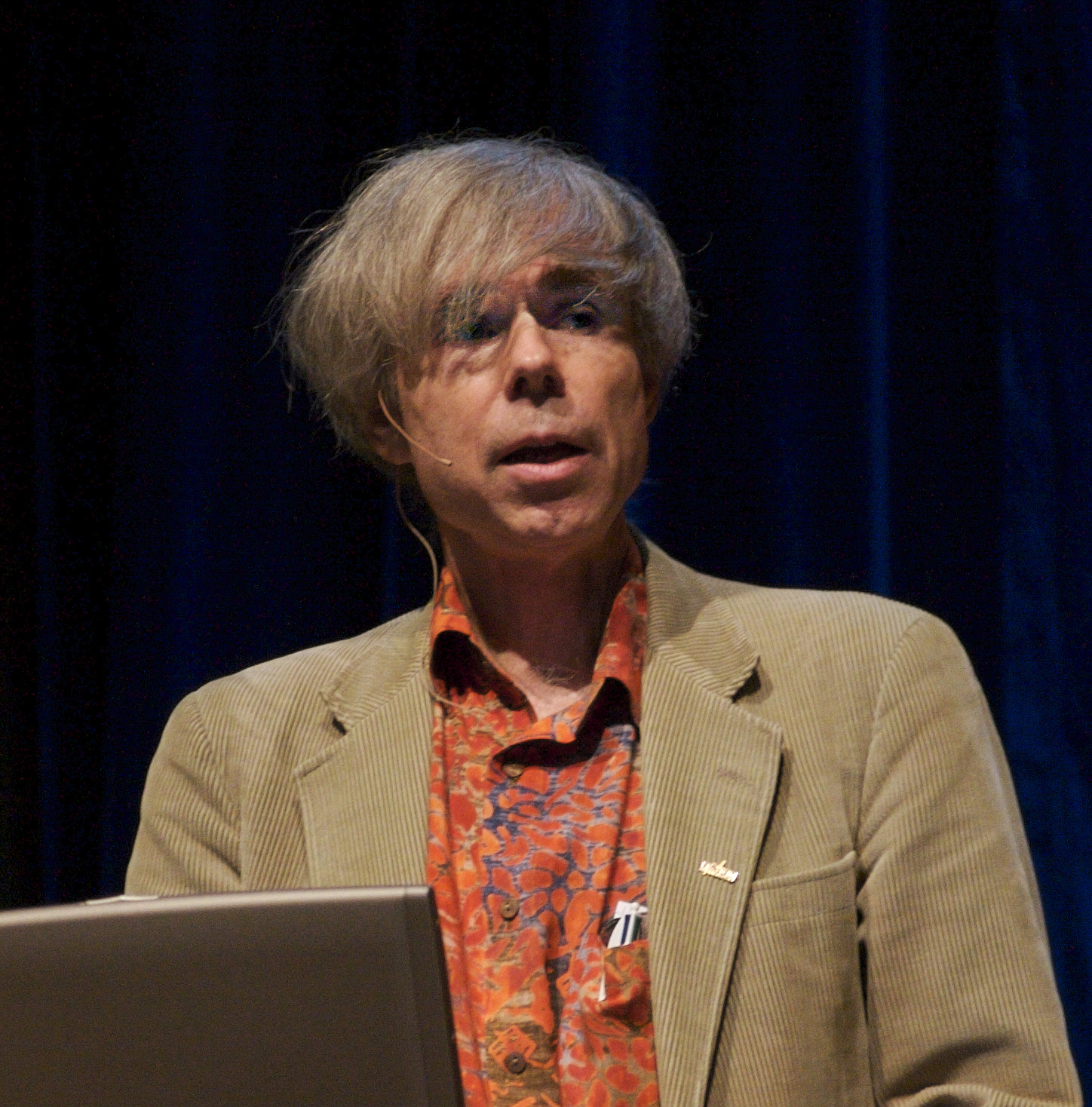
Douglas R. Hofstadter (* 1945)

- Hofstädter, Ferdinand (* 1948), deutscher Mediziner und Universitätsprofessor
- Hofstädter, Gotthard (1826–1864), österreichischer Benediktiner und Naturforscher
- Hofstädter, Lina (* 1954), österreichische Schriftstellerin
- Hofstadter, Richard (1916–1970), US-amerikanischer Historiker
- Hofstadter, Robert (1915–1990), US-amerikanischer Physiker und Nobelpreisträger
- Hofstaetter, Walther (1883–1968), deutscher Pädagoge
- Hofstätter, Bruno (* 1963), österreichischer Biathlet
- Hofstätter, Gerda (* 1971), österreichische Poolbillardspielerin
- Hofstätter, Hans H. (1928–2016), österreichischer Kunsthistoriker
- Hofstätter, Heinrich von (1805–1875), deutscher katholischer Bischof von Passau
- Hofstätter, Jakob (1825–1871), Schweizer Mediziner und Schriftsteller in Mundart
- Hofstätter, Johann (1913–1996), österreichischer Fußballspieler
- Hofstätter, Maria (* 1964), österreichische Film- und TheaterschauspielerinMaria Hofstätter (* 1964)

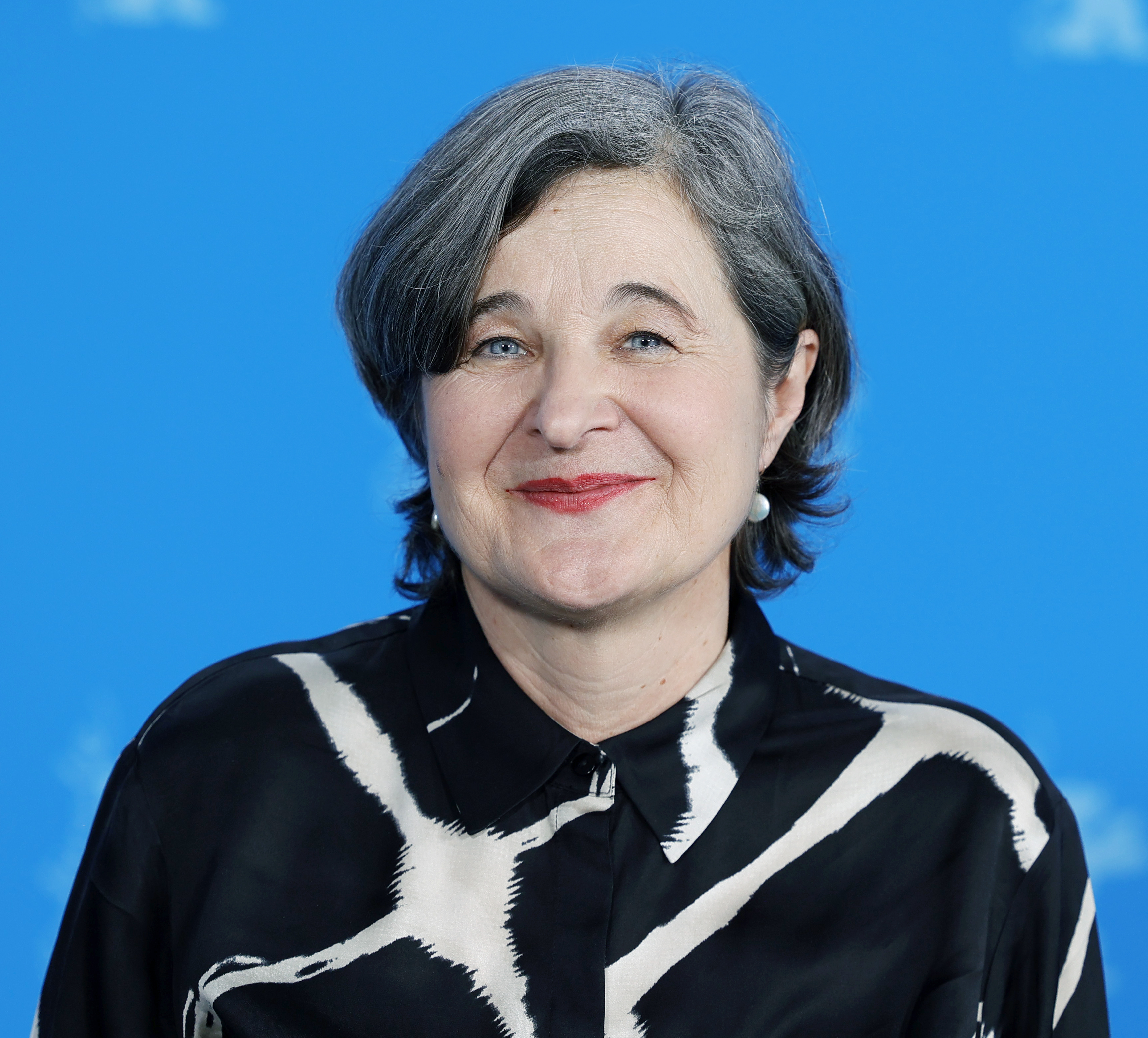
Maria Hofstätter (* 1964)

- Hofstätter, Pascal (* 1998), österreichischer Fußballspieler
- Hofstätter, Peter R. (1913–1994), österreichischer Sozialpsychologe
- Hofstätter, Ronald (* 1970), österreichischer Spieleautor, Historiker und Tourismusfachmann
- Hofstätter, Theoderich (1906–1981), österreichischer römisch-katholischer Geistlicher, Zisterzienser und Gegner des Nationalsozialismus
- Hofstede de Groot, Cornelis (1863–1930), niederländischer Kunsthistoriker
- Hofstede, Bregje (* 1988), niederländische Journalistin, Kolumnistin und Schriftstellerin
- Hofstede, Geert (1928–2020), niederländischer Kulturwissenschaftler und Sozialpsychologe
- Hofstede, Henk (* 1951), niederländischer Songwriter, Musiker und bildender Künstler
- Hofstede, Lennard (* 1994), niederländischer Radrennfahrer
- Hofstedt, Adam (* 2002), schwedischer Skirennläufer
- Hofstee, H. Peter, niederländischer Chipdesigner
- Hofstein, David (1889–1952), sowjetischer Schriftsteller
- Hofstein, Francis (* 1937), französischer Jazzautor und Psychoanalytiker
- Hofstein, Rafael (1858–1948), Musiker, Komponist, Chasan
- Hofstetten, Franz Xaver von (1811–1883), deutscher Landschaftsmaler
- Hofstetten, Johann Baptist von (1847–1887), Herausgeber des Socialdemokrat
- Hofstetten, Joseph Aloys von (1736–1797), deutscher Ingenieur und pfalzbayerischer Generalbaudirektor
- Hofstetter, Alekos (* 1967), deutscher Maler und Zeichner
- Hofstetter, Alfred (1869–1955), Schweizer Politiker (FDP)
- Hofstetter, Alfred (1898–1976), Schweizer Politiker (FDP)
- Hofstetter, Benjamin (* 1952), Schweizer Tierarzt und Politiker
- Hofstetter, Daniel (1828–1910), Schweizer Politiker (Liberale) und Unternehmer
- Hofstetter, Daniel (* 1992), deutscher Fußballspieler
- Hofstetter, Erich (1912–1987), österreichischer Gewerkschafter und Politiker (SPÖ), Landtagsabgeordneter, Abgeordneter zum Nationalrat
- Hofstetter, Ernest (1911–2007), Schweizer Bergsteiger
- Hofstetter, Gerry (* 1962), Schweizer Lichtkünstler
- Hofstetter, Hugo (* 1994), französischer Radrennfahrer
- Hofstetter, Igo (1926–2002), österreichischer Operettenkomponist
- Hofstetter, Josef (1908–1986), Schweizer Politiker (FDP)
- Hofstetter, Karl (1912–2007), österreichischer Landwirt und Politiker (ÖVP), Abgeordneter zum Nationalrat
- Hofstetter, Karl (* 1956), Schweizer Rechtswissenschafter und Wirtschaftsfachmann
- Hofstetter, Kurt (* 1959), österreichischer bildender Künstler
- Hofstetter, Martin (* 1980), österreichischer Kinderbuch- und Hörspielautor
- Hofstetter, Michael (* 1961), deutscher Künstler
- Hofstetter, Michael (* 1961), deutscher Dirigent
- Hofstetter, Mina (1883–1967), Schweizer Landwirtin, Feministin und Pionierin der biologischen Landwirtschaft
- Hofstetter, Oliver (* 1990), Schweizer Radrennfahrer
- Hofstetter, Paul (1907–1983), deutscher Politiker (SPD), MdL
- Hofstetter, Rudi (1916–2008), österreichischer Sänger
- Hofstetter, Yvonne (* 1966), deutsche Juristin, Essayistin und SachbuchautorinYvonne Hofstetter (* 1966)

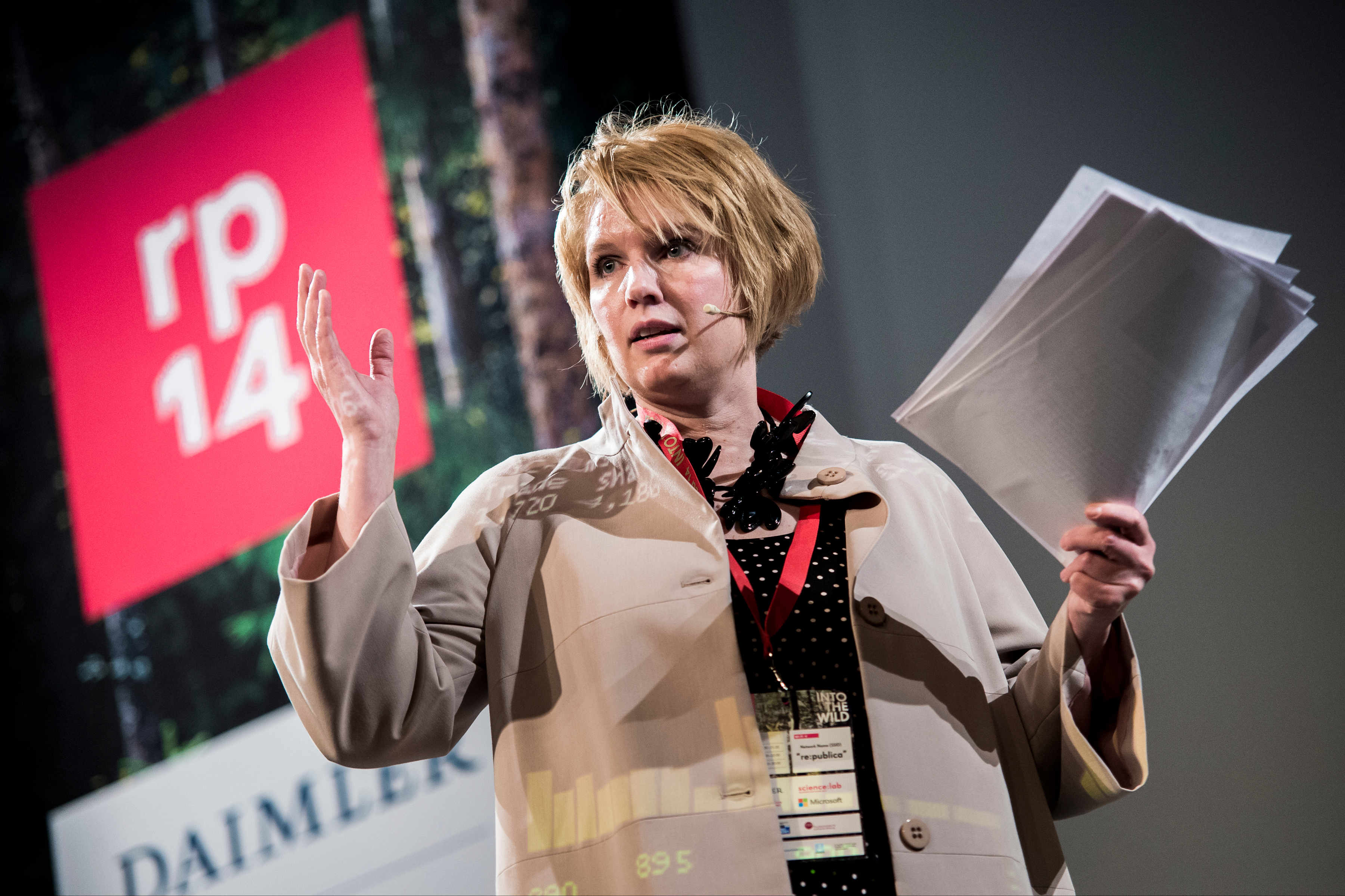
Yvonne Hofstetter (* 1966)

- Hofstetter-Meier, Johannes (1838–1902), Schweizer Textilunternehmer, Kantonsrat und Regierungsrat
- Hofstetter-Oertli, Johannes (1670–1760), Schweizer Gemeindepräsident und Regierungsmitglied
- Hofstetter-Schweizer, Dora (1923–1986), Schweizer Jurist und Politikerin
- Hofstötter, Frank (* 1964), deutscher Handballspieler
- Hofstötter, Franz (1871–1958), deutscher Maler und Glasdesigner
- Hofstra, David (* 1953), US-amerikanischer Jazz-Bassist und Tubist
- Hofstra, Henk (1904–1999), niederländischer Politiker (SDAP, PvdA), Finanzminister und Mitglied der Zweiten Kammer der Generalstaaten
- Hofstra, Henk (* 1952), niederländischer Bildender Künstler
- Hofstra, Jack (* 1946), Filmeditor
- Hofstra, Jan Willem (1907–1991), niederländischer Schriftsteller, Dichter, Journalist, Sänger, Schauspieler und Übersetzer
- Hofstra, Tette (1943–2023), niederländischer Altgermanist und Finnougrist sowie Professor an der Reichsuniversität Groningen